# Хлорид железа(II)
Хлори́д желе́за(II), хлористое железо FeCl2 — средняя соль двухвалентного железа и соляной кислоты.

## Свойства
Бесцветные кристаллы плотностью 1,93 г/см³, желтеющие на воздухе. Плавится при 677 °C, кипит — при 1026 °C. Хорошо растворим в воде, этаноле, ацетоне. Не растворяется в диэтиловом эфире. При растворении в воде слабо гидролизуется. Из водных растворов при температуре ниже 12,3 °C выкристаллизовывается FeCl2·6H2O; от 12,3 °C до 76,5 °C — FeCl2·4H2O; выше 76,5 °C — FeCl2·2H2O, переходящий при температурах более 120 °C в FeCl2·H2O. 
Проявляет восстановительные свойства:

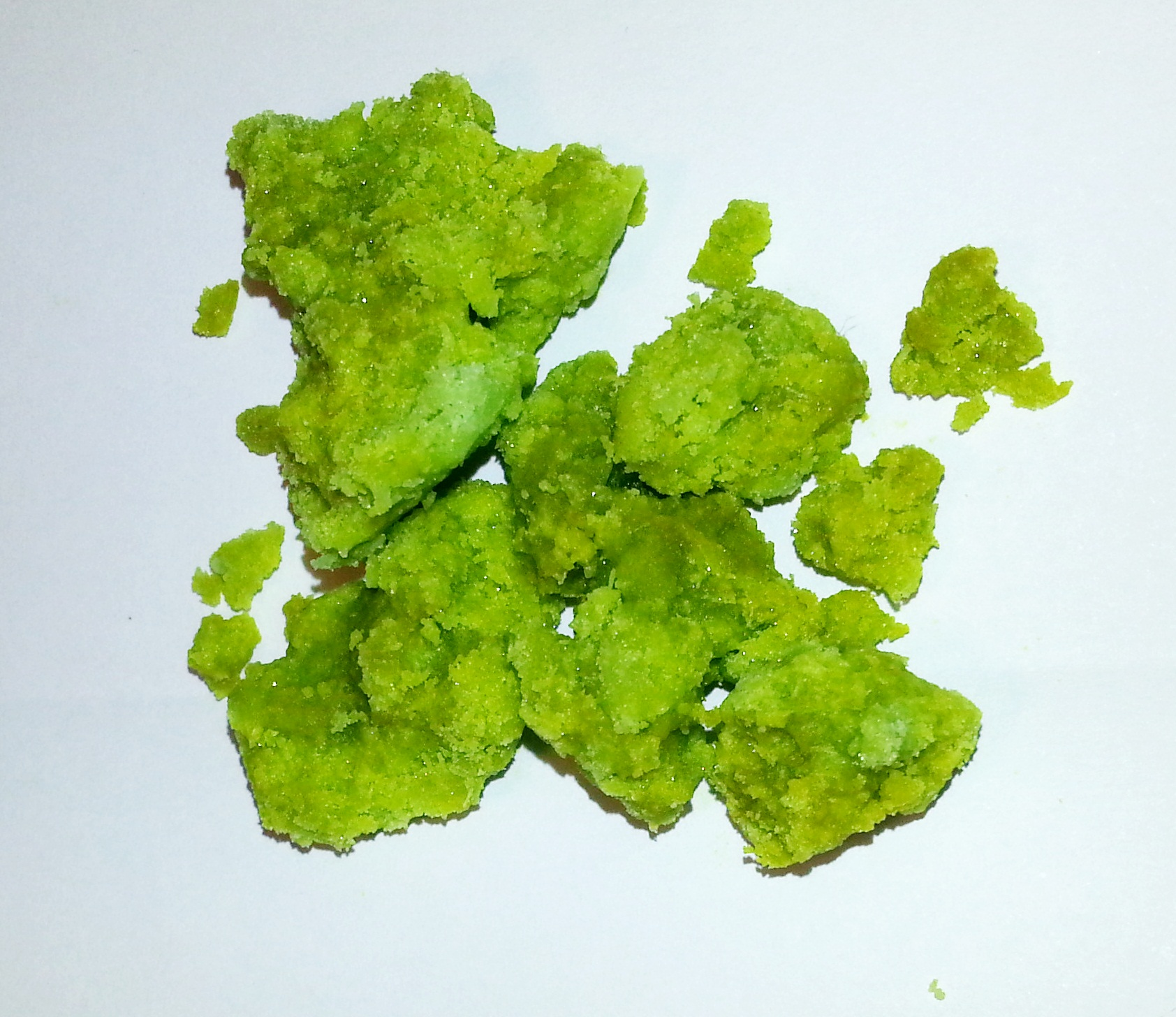
Тетрагидрат хлорида железа(II) FeCl_{2}·4H_{2}O — зелёные кристаллы

{\displaystyle {\mathsf {2FeCl_{2}+Cl_{2}\rightarrow 2FeCl_{3}}}}
Ядовит.

## Получение
Получают растворением железа в соляной кислоте (в частности, при травлении стальных изделий).
{\displaystyle {\mathsf {Fe+2HCl\rightarrow FeCl_{2}+H_{2}\uparrow }}}
{\displaystyle {\mathsf {FeO+2HCl\rightarrow FeCl_{2}+H_{2}O}}}
{\displaystyle {\mathsf {Fe(OH)_{2}+2HCl\rightarrow FeCl_{2}+2H_{2}O}}}
{\displaystyle {\mathsf {2FeCl_{3}+SO_{2}+2H_{2}O\rightarrow 2FeCl_{2}+H_{2}SO_{4}+2HCl\uparrow }}}
{\displaystyle {\mathsf {2FeCl_{3}+Fe\ \xrightarrow {^{o}t,(CH_{2})_{4}O} \ 3FeCl_{2}}}}
{\displaystyle {\mathsf {2FeCl_{3}+2KI\rightarrow 2FeCl_{2}+2KCl+I_{2}\downarrow }}}
{\displaystyle {\mathsf {2FeCl_{3}+H_{2}\ \xrightarrow {+250^{o}C} \ 2FeCl_{2}+2HCl\uparrow }}}
{\displaystyle {\mathsf {2FeCl_{3}+H_{2}S\ \xrightarrow {+600^{o}C} \ 2FeCl_{2}+S+2HCl\uparrow }}}

## Применение
Хлорид железа(II) применяют для получения хлорида железа(III). Также применяется в ювелирном деле.